# Détective K : Le Secret des morts-vivants
Série Détective K
Détective K : Le Secret de l'île perdue
(2015)
Pour plus de détails, voir Fiche technique et Distribution.
Détective K : Le Secret des morts-vivants (hangeul : 조선명탐정: 흡혈괴마의 비밀 ; RR : Joseon Myeongtamjeong: Heupyeolgoemaui Bimil ; « Détective Joseon : Le secret du démon suceur de sang ») est une comédie historique sud-coréenne réalisée par Kim Sok-yun, sortie le 8 février 2018. C'est l'adaptation du roman L'Affaire du meurtre de Banggakbon de Kim Takhwan, publié en juillet 2003.
Elle est première du box-office sud-coréen de 2018 lors de sa première semaine d'exploitation. C'est le troisième volet de la série de films Détective K après Détective K : Le Secret de l'île perdue, sorti en 2015.

## Synopsis
Kim Min (Kim Myung-min) soupçonne que des vampires existent en Corée et recherche des informations. Un jour, il lui est demandé d'enquêter sur un cas de meurtres en série sur l'île de Kanghwa où on a découvert des corps calcinés avec de mystérieuses marques de morsures. Sur place, Kim Min et son partenaire Seo-pil (Oh Dal-soo) rencontre une femme magnifique (Kim Ji-won) douée d'une force incroyable. Kim Min pense qu'elle est impliquée dans cette affaire mais la femme lui affirme avoir perdu la mémoire et ne même pas se souvenir de son nom. Kim Min se sert alors de sa force pour son enquête. Après la découverte d'un indice laissé sur un cadavre, ils essaient de déterminer qui sera la prochaine cible.

## Distribution
- Kim Myung-min : Détective Kim Min
- Oh Dal-soo : Seo-pil
- Kim Ji-won : Wol-young
- Kim Bum : Cheon-moo
- Park Geun-hyung (en) : Kim Shin
- Woo Hyun : Monsieur Bang
- Yoon Sang-hoon : Kim Shin (jeune)
- Jang Yul : Choi Jae-kyung
- Kim Jung-hwa (en) : Choi Jae-hee
- Lee Min-ki (apparition spéciale)
- Ahn Nae-sang (en) (apparition spéciale)
- Nam Seong-jin (apparition spéciale)